# Propast (film, 1989)
Propast je americký vědeckofantastický film z roku 1989, který napsal a režíroval James Cameron a ve kterém hrají Ed Harris, Mary Elizabeth Mastrantonio a Michael Biehn. Film byl uveden do kin 9. srpna 1989, získal vesměs pozitivní recenze a vydělal 89,8 milionu dolarů. Získal Oscara za nejlepší vizuální efekty a byl nominován na další tři Oscary.
Film pojednává o situaci, kdy se v Karibiku potopí americká ponorka. Americký pátrací a záchranný tým spolupracuje s posádkou ropné plošiny a závodí se sovětskými plavidly o záchranu lodi. Hluboko v oceánu pak narazí na něco nečekaného.

## Zápletka
V lednu 1994 se americká ponorka USS Montana třídy Ohio setká s neidentifikovaným podmořským objektem a potopí se poblíž Kajmanského příkopu. V době, kdy se do oblasti přesouvají sovětské lodě, aby se pokusily ponorku zachránit, a nad oblastí se pohybuje hurikán, vyšle americká vláda tým SEAL na Deep Core (v překladu Hluboké jádro), soukromou experimentální podvodní vrtnou plošinu poblíž Kajmanského příkopu, kterou má použít jako základnu. Konstruktérka plošiny, doktorka Lindsey Brigmanová, trvá na tom, že pojede s týmem SEAL, přestože jejím současným předákem je její odcizený manžel Virgil "Bud" Brigman.
Během počátečního vyšetřování na Montaně dojde k výpadku proudu v ponorce týmu a Lindsey spatří podivné světlo kroužící kolem ponorky, které později nazve "mimozemskou inteligencí" neboli "NTI". Poručík Hiram Coffey, velitel týmu SEAL, dostane rozkaz urychlit jejich misi a bez svolení Deep Core vezme jednu z miniponorek, aby z Montany vyzvedl bojovou hlavici rakety Trident právě ve chvíli, kdy nad ní udeří bouře, takže se posádka nemůže včas odpojit od své podpůrné lodi na hladině. Kabelový jeřáb se odtrhne od lodi a spadne do příkopu, přičemž táhne Deep Core až k okraji, než se zastaví. Vrtná plošina je částečně zaplavena, což zabije několik členů posádky a poškodí její energetické systémy.
Posádka přečká bouři, aby mohla obnovit komunikaci a být zachráněna. Když bojují s chladem, zjistí, že NTI vytvořily oživlý sloupec vody, který zkoumá plošinu, což Lindsey přirovnává k jejich verzi dálkově ovládaného vozidla. Ačkoli se k němu chovají se zvědavostí, Coffey je rozruší a rozřízne ho napůl tím, že na něm zavře tlakovou přepážku, což ho přiměje k ústupu. Když si posádka uvědomí, že Coffey trpí paranoiou z vysokotlakého nervového syndromu, špehuje ho prostřednictvím ROV (Remotely Operated Vehicle, podmořský dron) a zjistí, že spolu s dalším SEALem odjišťuje hlavici k útoku na NTI. Aby se ho pokusil zastavit, Bud s Coffeym bojuje, ale Coffey uniká v miniponorce se zapálenou hlavicí; Bud a Lindsey ho pronásledují v druhé ponorce a obě poškodí. Coffeymu se podaří odpálit hlavici do příkopu, ale jeho ponorka se snese přes okraj a při implozi ho rozdrtí. Budova miniponorka je nefunkční a nabírá vodu; s jediným funkčním potápěčským oblekem se Lindsey rozhodne pro hluboké podchlazení, když ji pohltí studená voda oceánu. Bud doplave s jejím tělem zpět na plošinu; tam jí spolu s posádkou poskytnou první pomoc a oživí ji.
Je rozhodnuto, že je třeba zneškodnit hlavici, která se nachází více než 2 míle pod nimi. Jeden z příslušníků SEAL, praporčík Monk, pomůže Budovi použít experimentální potápěčský oblek vybavený kapalinovým dýchacím přístrojem, který mu umožní přežít v této hloubce, ačkoli bude schopen komunikovat pouze prostřednictvím klávesnice na obleku. Bud se začne potápět za asistence Lindseyina hlasu, který ho udržuje v souhře s účinky rostoucího tlaku, a dosáhne bojové hlavice. Monk ho vede při jejím úspěšném zneškodnění. Když už je v systému jen málo kyslíku, Bud vysvětlí, že věděl, že je to jednosměrná cesta, a řekne Lindsey, že ji miluje. Zatímco čeká na smrt, k Budovi přistoupí NTI, vezme ho za ruku a zavede ho do mimozemského města hluboko v příkopu. Uvnitř města vytvoří NTI pro Buda atmosférickou kapsu, která mu umožní normálně dýchat. NTI pak přehrají Budovu zprávu jeho ženě a oba se na sebe s porozuměním podívají.
Na stanici Deep Core čeká posádka na záchranu, když se objeví zpráva od Buda, že potkal nějaké přátele, a varuje je, aby se drželi. Základna se otřese a světla z příkopu přinesou přílet mimozemské lodi. Vynoří se na hladinu oceánu, přičemž Deep Core a několik povrchových lodí narazí na její trup. Posádka Deep Core opouští plošinu a diví se, že netrpí dekompresní nemocí. Uvidí Buda, jak vychází z mimozemské lodi, a Lindsey ho běží obejmout.

## Speciální vydání
V rozšířené verzi se události ve filmu odehrávají na pozadí konfliktu mezi Spojenými státy a Sovětským svazem, který může vést až k totální válce; potopení lodi Montana agresi navíc podněcuje. Mezi Budem a Lindsey dochází k většímu konfliktu, pokud jde o jejich dřívější vztah. Hlavním doplňkem je závěr: když Buda odvedou na mimozemskou loď, začnou mu ukazovat záběry války a agrese ze zpravodajských zdrojů z celého světa. Mimozemšťané pak vytvoří mohutné megatsunami, které ohrožuje světové pobřeží, ale zastaví je ještě předtím, než udeří. Bud se zeptá, proč ušetřili lidi, a oni mu ukážou jeho vzkaz Lindsey.

## Produkce
Herbert George Wells jako první představil pojem mořského mimozemšťana ve své povídce "V propasti" z roku 1897. Nápad na film Propast se zrodil v hlavě Jamese Camerona, když se ve svých sedmnácti letech na střední škole zúčastnil vědecké přednášky o hlubinném potápění, kterou vedl Francis J. Falejczyk, jenž jako první člověk dýchal tekutinu plícemi při pokusech, které prováděl Johannes A. Kylstra na Dukeově univerzitě. Následně napsal povídku, která se zaměřila na skupinu vědců v laboratoři na dně oceánu. Základní myšlenka se nezměnila, ale mnoho detailů bylo v průběhu let upraveno. Jakmile Cameron dorazil do Hollywoodu, rychle si uvědomil, že skupina vědců není tak komerční, a změnil ji na skupinu dělníků. Při natáčení Vetřelců Cameron viděl film National Geographic o dálkově ovládaných vozidlech operujících hluboko v severním Atlantiku. Tyto záběry mu připomněly jeho povídku. Spolu s producentkou Gale Anne Hurdovou se rozhodli, že jejich dalším filmem bude Propast. Cameron napsal zpracování kombinované s prvky scénáře pro natáčení, které vyvolalo velký zájem Hollywoodu. Poté napsal scénář, přičemž postavu Lindsey založil na Hurdové, a do konce roku 1987 jej dokončil. Cameron a Hurdová byli před natáčením Propasti manželé, během preprodukce se rozešli a v únoru 1989, dva měsíce po hlavním natáčení, se rozvedli.

## Preprodukce
Herci a štáb trénovali týden na Kajmanských ostrovech potápění pod vodou. Bylo to nutné, protože 40 % všech hlavních záběrů hraného filmu probíhalo pod vodou. Cameronova produkční společnost navíc musela navrhnout a postavit experimentální zařízení a vyvinout nejmodernější komunikační systém, který poprvé umožnil režisérovi mluvit s herci pod vodou a dialogy nahrávat přímo na pásku.
Cameron původně plánoval natáčet na Bahamách, kde se příběh odehrával, ale rychle si uvědomil, že kvůli kaskadérským kouskům a speciálním vizuálním efektům potřebuje zcela kontrolované prostředí. Uvažoval o natáčení filmu na Maltě, která měla největší nefiltrovanou vodní nádrž, ale ta Cameronovým potřebám nevyhovovala. Podvodní sekvence pro film se natáčely v jednotce Gaffney Studios, která se nacházela jižně od vodopádů Cherokee Falls u města Gaffney v Jižní Karolíně, které bylo opuštěno představiteli společnosti Duke Power poté, co předtím utratili 700 milionů dolarů za výstavbu jaderné elektrárny Cherokee, podél ulice Owensby Street v Gaffney v Jižní Karolíně.
Byly použity dvě speciálně zkonstruované nádrže. První z nich, založená na primární ochranné nádobě reaktoru opuštěné elektrárny, pojmula 7,5 milionu amerických galonů (28 000  m³) vody, byla 55 stop (18 m) hluboká a 209 stop (70 m) široká. V té době se jednalo o největší sladkovodní filtrovanou nádrž na světě. Další scény se natáčely ve druhé nádrži, nevyužívané turbíně, která pojmula 2,5 milionu amerických galonů (9 500  m³) vody. Když produkční štáb spěchal, aby dokončil natírání hlavní nádrže, přitekly do ní miliony galonů vody a trvalo pět dní, než se naplnila. Souprava Deep Core byla ukotvena k 90tunovému betonovému sloupu na dně velké nádrže. Skládala se ze šesti dílčích a kompletních modulů, jejichž plánování a stavba od nuly trvala více než půl roku.
Kanadská komerční potápěčská společnost Can-Dive Services Ltd., která se specializuje na saturační potápěčské systémy a podvodní technologie, speciálně pro film vyrobila dvě pracovní plavidla (Flatbed a Cab One). Na stavbu kulis byly vynaloženy dva miliony dolarů.
Natáčení probíhalo také v největším podzemním jezeře na světě, v dole Bonne Terre ve státě Missouri, které bylo pozadím pro několik podvodních záběrů.

## Hlavní natáčení
Hlavní nádrž nebyla připravena včas pro první den hlavního natáčení. Cameron odložil natáčení o týden a posunul plán natáčení menší nádrže a požadoval, aby byla připravena několik týdnů před plánovaným termínem. Natáčení nakonec začalo 15. srpna 1988, ale stále se vyskytovaly problémy. První den natáčení v hlavní nádrži došlo k úniku vody a z nádrže vytékalo 150 000 amerických galonů (570  m³) vody za minutu. Studio přivolalo odborníky na opravu přehrad, aby ji utěsnili. Kromě toho byly nesprávně nainstalovány obrovské trubky s kolenovými tvarovkami. Byl v nich tak velký tlak vody, že kolena praskla.
Cameronův kameraman Mikael Salomon použil tři kamery ve speciálně navržených vodotěsných pouzdrech. Další speciální pouzdro bylo navrženo pro scény, které přecházely z dialogů nad vodou do dialogů pod vodou. Filmaři museli vymyslet, jak udržet vodu dostatečně čistou pro natáčení a dostatečně tmavou, aby vypadala realisticky ve výšce 2 000 stop (700 m), čehož bylo dosaženo tím, že ve vodě plavala silná vrstva plastových kuliček a horní část nádrže byla zakryta obrovskou plachtou. Cameron chtěl vidět hercům do tváří a slyšet jejich dialogy, a proto najal společnost Western Space and Marine, aby zkonstruovala přilby, které by pod vodou zůstaly opticky průhledné, a do každé přilby nainstalovala nejmodernější mikrofony letecké kvality. Důležitým faktorem byly také bezpečnostní podmínky, kdy byla na místě instalována dekompresní komora, potápěčský zvon a bezpečnostní potápěč pro každého herce.
Dýchací kapalina použitá ve filmu skutečně existuje, ale byla důkladně zkoumána pouze na zvířatech. V předchozích 20 letech byla testována na několika zvířatech, která přežila. Krysa zobrazená ve filmu skutečně dýchala tekutinu a přežila bez úhony. Produkce konzultovala správné použití dýchací kapaliny pro film s doktorem Kylstrou. Ed Harris ve skutečnosti tekutinu nedýchal. Zadržoval dech v helmě plné tekutiny, zatímco byl vlečen 30 stop (10 m) pod hladinou velké nádrže. Vzpomínal, že nejhorší chvíle prožíval, když byl vlečen s kapalinou, která mu proudila do nosu, a s oteklýma očima.
Herci hráli své scény v hloubce 33 stop (11 m), což je příliš malá hloubka na to, aby potřebovali dekompresi, a zřídkakdy zůstávali dole déle než hodinu v kuse. Cameron a 26členný potápěčský tým se potopili do hloubky 17 m a zůstali tam pět hodin. Aby se vyhnuli dekompresní nemoci, museli viset na hadicích v polovině nádrže až dvě hodiny a dýchat čistý kyslík.
Herci a štáb vydrželi více než šest měsíců vyčerpávajících šestidenních a sedmdesátihodinových týdnů na izolovaném natáčení. V jednu chvíli se Mary Elizabeth Mastrantonio na place fyzicky a emocionálně zhroutila a při jiné příležitosti Ed Harris spontánně vzlykal, když jel domů. Sám Cameron přiznal: "Věděl jsem, že to bude náročné natáčení, ale ani já jsem netušil, jak moc. Už to nikdy nechci zažít".
Například při scéně, kdy jsou části plošiny zaplaveny vodou, si uvědomil, že zpočátku nevěděl, jak minimalizovat nebezpečnost této sekvence. Trvalo mu více než čtyři hodiny, než záběr bezpečně připravil. Herec Leo Burmester řekl: "Natáčení filmu Propast bylo to nejtěžší, co jsem kdy dělal. Jim Cameron je typ režiséra, který vás tlačí na hranu, ale nenutí vás dělat nic, co by sám neudělal." Bouřka způsobila, že se v černé plachtě, která zakrývala hlavní nádrž, protrhla 200 stop (65 m) dlouhá trhlina. Její oprava by zabrala příliš mnoho času, a tak produkce začala natáčet v noci. Kromě toho kvetoucí řasy často během několika hodin snížily viditelnost na 6 m (20 stop). Nadměrné chlorování vedlo k tomu, že se potápěčům pálila kůže a obnažené vlasy se svlékaly nebo zbělely.
Jak produkce pokračovala, pomalé tempo a každodenní psychická i fyzická zátěž natáčení začaly herce a štáb vyčerpávat. Mary Elizabeth Mastrantonio vzpomínala: "Nikdy jsme nezačali a nedokončili žádnou scénu v jeden den". V jednu chvíli Cameron hercům řekl, aby si ulevili v neoprénu, aby ušetřili čas mezi záběry. Při natáčení jednoho z mnoha záběrů scény resuscitace Mastrantoniové, kdy byla promočená, nahoře bez a opakovaně ji fackovali a bušili do hrudi, došel kameře film, což Mastrantoniovou přimělo k tomu, aby se s křikem "Nejsme zvířata!" vyřítila z placu.
Při některých záběrech ve scéně, která se zaměřuje na Eda Harrise, křičel do vzduchu, protože Mastrantoniová odmítla scénu znovu natočit. Michael Biehn byl z čekání také frustrovaný. Tvrdil, že byl v Jižní Karolíně pět měsíců a hrál jen tři až čtyři týdny. Vzpomínal, jak byl jednou deset metrů pod vodou a "najednou zhasla světla. Byla taková tma, že jsem si neviděl na ruku. Nemohl jsem se vynořit. Uvědomil jsem si, že se odtamtud možná nedostanu." Harris vzpomíná: "Jednoho dne jsme byli všichni v šatnách a lidé začali vyhazovat gauče z oken a rozbíjet zdi. Prostě jsme si museli vybít frustraci."
Cameron na tyto stížnosti reagoval slovy: "Za každou hodinu, kterou oni strávili vymýšlením, jaký časopis si přečíst, jsme my strávili hodinu na dně nádrže a dýchali stlačený vzduch." Po 140 dnech a překročení rozpočtu o 4 miliony dolarů bylo natáčení 8. prosince 1988 konečně ukončeno. Před uvedením filmu do kin se objevily zprávy z Jižní Karolíny, že Eda Harrise natolik rozrušila fyzická náročnost filmu a Cameronův diktátorský režijní styl, že prý odmítl pomáhat s propagací snímku. Harris později tuto fámu popřel a s propagací filmu pomáhal. Po uvedení filmu do kin a jeho počáteční propagaci se však Harris filmu veřejně zřekl a prohlásil: "Nikdy o něm nemluvím a nikdy mluvit nebudu". Mary Elizabeth Mastrantonio se filmu rovněž zřekla a prohlásila: "Propast byla spousta věcí. Zábavné natáčení není jednou z nich."

## Postprodukce
Pro vytvoření mimozemského vodního chapadla Cameron původně zvažoval celovečerní animaci nebo chapadlo vymodelované z hlíny a poté animované technikou stop motion s promítáním vodních odrazů. Phil Tippett navrhl Cameronovi, aby kontaktoval společnost Industrial Light & Magic. Práce na speciálních vizuálních efektech byla rozdělena mezi sedm divizí FX, přičemž práce na řízení pohybu prováděla společnost Dream Quest Images a počítačovou grafiku a optiku ILM. ILM navrhla program, který pro pseudopod vytvářel povrchové vlny různých velikostí a kinetických vlastností. Pro okamžik, kdy napodobuje tváře Buda a Lindsey, nechal Ed Harris naskenovat osm svých výrazů obličeje, zatímco dvanáct výrazů Mastrantoniové bylo naskenováno prostřednictvím softwaru používaného k vytváření počítačem generovaných soch. Scéna byla vyfotografována ze všech úhlů a digitálně rekonstruována, aby pseudopod mohl být přesně zakomponován do hraných záběrů. Společnost strávila šest měsíců vytvářením 75 sekund počítačové grafiky potřebné pro tvora. Film měl mít premiéru 4. července 1989, ale jeho uvedení se kvůli problémům s produkcí a speciálními efekty o více než měsíc zpozdilo. Na animované sekvence dohlížel ředitel animace ILM Wes Takahashi.
Vedení studia bylo nervózní ohledně komerčních vyhlídek filmu, když se diváci na předpremiéře smáli scénám s vážným záměrem. Lidé z branže uvedli, že ke zpoždění premiéry došlo proto, že nervózní vedení nařídilo kompletně přetočit závěr filmu. Otázkou byla také výše rozpočtu filmu: 20th Century Fox uvedlo, že rozpočet činil 43 milionů dolarů, což zopakoval i sám Cameron. Odhady však uvádějí vyšší částku: The New York Times odhadují náklady na 45 milionů dolarů, jeden z vedoucích pracovníků tvrdí, že náklady činily 47 milionů dolarů, zatímco webová stránka The Numbers sledující tržby v pokladnách kin uvádí rozpočet na produkci ve výši 70 milionů dolarů.